# Damian Kallabis
Damian Kallabis, född den 10 juni 1973 i Gliwice i Polen, är en tysk före detta friidrottare som tävlade i hinderlöpning.
Kallabis främsta merit är hans guldmedalj vid EM 1998. Han deltog vid VM 1999 där han slutade på fjärde plats. Han var i final vid Olympiska sommarspelen 2000 där han slutade på femtonde plats. 
Hans sista mästerskapsstart var vid EM 2002 då han inte tog sig vidare till finalen.

## Personliga rekord
- 3 000 meter hinder - 8.09,48 från 1999